# 안톤 차일링거
안톤 차일링거(Anton Zeilinger, 독일어: [ˈanton ˈtsaɪlɪŋɐ], 1945년 5월 20일 ~ )는 오스트리아의 양자 물리학자로 양자 물리학의 기초에 대한 선구적인 개념 및 실험 공헌으로 2008년 영국 물리학 연구소의 초대 아이작 뉴턴 메달을 수상했고 2022년에 양자기술의 핵심 원리를 증명한 공로로 알랭 아스페, 존 클라우저와 함께 노벨 물리학상을 공동 수상했다.
빈 대학교의 물리학 교수이자 오스트리아 과학 아카데미의 양자 광학 및 양자 정보 IQOQI 연구소의 선임 과학자이다. 그의 연구 대부분은 양자 얽힘의 근본적인 측면과 응용에 관한 것이다.

## 생애
1945년 오스트리아에서 태어나 빈 공과대학교와 인스브루크 대학교에서 재직했다. 매사추세츠 공과대학교(MIT), 베를린 훔볼트 대학교, 머튼 칼리지, 파리 콜레주 드 프랑스(국제 의장)에서 방문직을 역임했다. 빈 대학교의 물리학 교수이자 최근에 회장으로 선출된 오스트리아 과학 아카데미의 양자 광학 및 양자 정보 연구소의 선임 과학자이다.

## 업적
차일링거는 양자역학의 기초에서 일한다. 그는 다니엘 그린버거(Daniel Greenberger) 및 마이클 혼(Michael Horne)과 함께 3- 및 4-입자 상태의 새로운 반직관적 특징을 발견했다. 그는 그의 팀과 함께 실험에서 그것을 깨달은 최초의 사람이었다. 이것은 다중 입자 간섭 및 다중 입자 양자 상관의 분야를 열었다. 그곳에서 개발된 방법을 사용하여 그는 독립 큐비트의 첫 번째 양자 순간이동을 수행했다. 뒤이어 얽힌 상태가 순간이동 되는 가장 흥미로운 개념인 얽힘 스와핑의 실현이 뒤따랐다.
이 작업은 우주 벨 테스트를 포함하여 벨 부등식에 대한 수많은 테스트가 뒤따랐다. 다른 기본 실험은 Leggett의 비국소적 실재론, Kochen-Specker 실험에서의 양자 상황 테스트, 얽힌 상태로 비국소 슈뢰딩거 조종에 관한 실험과 관련이 있다.
이러한 결과 중 많은 부분이 양자 정보 기술의 발전과 관련이 있게 되었으며 그곳에서 선구적인 실험도 수행했다. 양자 밀도 코딩에 대한 그의 실험은 얽힘을 사용하여 고전물리학에서는 불가능한 원시성을 입증한 최초의 실험이었다. 또한 최초의 얽힘 기반 양자 암호 실험을 실현했고 나중에는 정보 용량이 증가하면서 거리를 늘리고 고차원 상태를 구현하는 양자 통신을 실현했다. 가능한 응용 프로그램에는 단방향 양자 계산 및 블라인드 양자 계산이 포함된다. 양자역학의 실험적 및 개념적 기초에 대한 그의 추가 공헌 중에는 중성자에서 원자를 통해 풀러렌과 같은 거대분자에 이르기까지 물질파동 간섭이 있다.